# Чёрный тюльпан (Бендеры)
Памятник «Чёрный тюльпан» открыт 8 мая 1998 года на площади Героев в приднестровском городе Бендеры в память о 15 бендерчанах, погибших в Афганистане в ходе афганской войны.

## Описание
Название памятнику было присвоено в честь жаргонного наименования советского самолёта Ан-12 («Чёрный тюльпан»), увозившего тела погибших солдат (так называемый «груз 200») с территории Афганистана в ходе советско-афганской войны.
Монумент представляет собой стилизованный тюльпан, сомкнувший лепестки, в то же время напоминающий пылающий огонь. Памятник сделан из железобетонных конструкций и тёмно-серым отделочным материалом облицована верхняя часть, а нижняя — чёрным гранитом.
Между лепестками на гранитных плитах высечены слова — «Афганистан — наша боль. Мужчины погибают, если нужно. И памятью живут в веках они.», а также имена погибших в афганской войне 15 бендерчан.

## В филателии
15 февраля 2014 года ГУП «Марка Приднестровья» выпустила серию марок, которая посвящена 25-летию вывода войск из Афганистана. На почтовом блоке изображён момент прохода по мосту через Амударью колоны советской бронетехники, а также двух марок с изображениями памятника воину-интернационалисту в Тирасполе и монумента «Чёрный тюльпан» в Бендерах. Тираж составил 800 экземпляров.